# Хелле, Вейкко
Ве́йкко Ку́ллерво Хе́лле (фин. Veikko Kullervo Helle, 11 декабря 1911, Вихти, Великое княжество Финляндское — 5 февраля 2005, Лохья, Финляндия) — финский государственный деятель, председатель парламента Финляндии (1976—1978).

## Биография
Родился в семье плотника и члена сейма Эдварда Хелле. Окончил Рабочую академию (Työväen Akatemian). Работал в столярной мастерской отца, затем на заводе Матти в Хювинкяа. До 1951 г. был независимым трейдером.
В общественно-политической жизни последовал по стопам отца: являлся членом рабочих ассоциаций, муниципального представительства и позже — в парламенте.
Начал свою политическую карьеру в 1936 г. на муниципальных выборах. В 1963 г. выдвигал свою кандидатуру на пост председателя Социал-демократической партии, но проиграл голосование Рафаэлю Паасио.
В 1951—1983 гг. — депутат парламента от Социал-демократической партии.
- 1972—1976 и 1978—1985 гг. — заместитель председателя,
- 1976—1978 гг. — председатель парламента Финляндии.

Неоднократно входил в коллегию выборщиков президента страны. За достойное и скромное поведение его уважительно называли «плотником финского парламента».
- 1970—1971 гг. — заместитель премьер-министра,
- 1970—1971 и февраль-сентябрь 1972 г. — министр труда,
- 1982—1983 гг. — вновь министр труда.

На протяжении 52 лет (1937—1988) был членом муниципального совета Вихти и его председателем в 1958—1976 гг.
В 1999 г. в его честь была названа площадь в Вихти.